# Ivana Mrdak
Ivana Mrdak est une joueuse de volley-ball serbe née le 15 septembre 1993. Elle mesure 1,92 m et joue au poste de centrale.

## Clubs
| Club                | De        | À         |
| ------------------- | --------- | --------- |
| VK Ekonomac         | 2001-2002 | 2007-2008 |
| Postar 064 Belgrade | 2008-2009 | 2009-2010 |
| ŽOK Spartak         | 2010-2011 | 2012-2013 |
| ŽOK Železničar      | 2013-2014 | 2013-2014 |
| ŽOK Jedinstvo       | 2014-2015 | 2016-2017 |
| Dresdner SC         | 2017-2018 | …         |

## Palmarès

### Équipe nationale
- Championnat d'Europe des moins de 18 ans
  - Finaliste : 2009.
- Championnat du monde des moins de 18 ans
  - Finaliste : 2009.

### Clubs
- Championnat de Serbie
  - Finaliste : 2012, 2013, 2016, 2017.
- Coupe de Serbie
  - Vainqueur : 2017.
  - Finaliste : 2012, 2016.
- Supercoupe de Serbie
  - Vainqueur : 2016.
- Coupe d'Allemagne
  - Vainqueur : 2018, 2020.
- Supercoupe d'Allemagne
  - Finaliste : 2018.